# Lashkar Gah (distrikt)
Lashkar Gah är ett distrikt i Afghanistan. Det ligger i provinsen Helmand, i den centrala delen av landet, 600 kilometer sydväst om huvudstaden Kabul. Administrativt centrum är staden Lashkar Gah.
Distriktet beräknades år 2022 ha cirka 203 000 invånare.